# Ordem Nacional do Mérito Científico
A Ordem Nacional do Mérito Científico é uma ordem honorífica concedida a personalidades brasileiras e estrangeiras como forma de reconhecimento das suas contribuições científicas e técnicas para o desenvolvimento da ciência no Brasil. Foi instituída em 16 de março de 1993 pelo decreto nº 772; o decreto nº 4.115, de 6 de fevereiro de 2002, dispõe sobre a Ordem. A entrega das insígnias será, a princípio, no dia 13 de julho de cada ano, quando se comemora o nascimento de José Bonifácio de Andrada e Silva, Patriarca da Independência do Brasil e cientista universal do Iluminismo (note-se que o art. 25 erra ao informar a data de nascimento, que foi, na verdade, 13 de junho). A última solenidade de entrega foi em 21 de outubro de 2013, presidida pela ex-presidente Dilma Rousseff e pelo ex-ministro da Ciência e Tecnologia e Inovação, Marco Antonio Raupp.
Em 2021, cientistas rejeitaram a condecoração dada pelo presidente Jair Bolsonaro. Entre os 25 cientistas nominados, 21 encaminharam carta de recusa na qual afirmam que o governo de Bolsonaro não só ignora a ciência, mas também boicota ativamente as recomendações da epidemiologia e da saúde coletiva no combate a pandemia de COVID-19, o que não condiz com suas trajetórias científicas. O fato foi destaque em uma das mais reconhecidas publicações científicas internacionais, a revista The Lancet.

## Características

### Graus
- Grã-Cruz
- Comendador
- Medalha de prata, com a inscrição "Medalha Nacional do Mérito Científico", outorgada a pessoas jurídicas.

### Insígnia

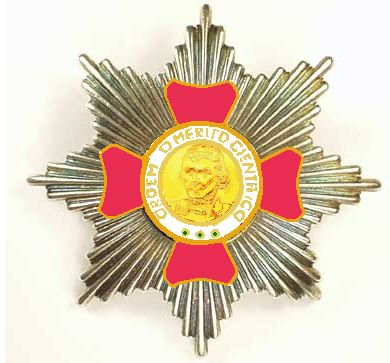
Ordem Nacional do Mérito Científico - Grã-Cruz
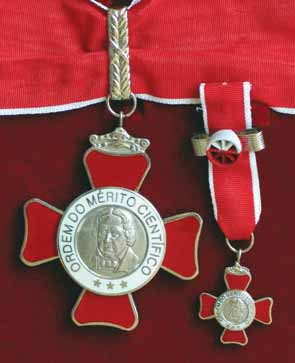
Insígnia de Comendador da Ordem Nacional do Mérito Científico

Grã-Cruz
Faixa de fita vermelha com bordas em branco com roseta e medalha, placa, miniatura, barreta e botão.
Comendador
Colar de fita vermelha com bordas em branco e medalha, miniatura, barreta e botão para lapela.
Medalha Nacional do Mérito Científico
Em prata 900, nas dimensões de 50 mm de diâmetro por 3 mm de espessura, tendo na face da frente, estampado em alto relevo e ao centro, o busto de José Bonifácio, com a mesma efígie da medalha das insígnias da Ordem e circundado pela expressão: Ministério da Ciência e Tecnologia. No verso, impresso em baixo relevo a expressão "Medalha Nacional do Mérito Científico", distribuída em linhas horizontais.
Estojo
Tampa forrada internamente com cetim branco, berço em veludo vermelho, com fenda-encaixe para a barreta e o botão da lapela e espaço para a fixação da faixa, da placa e da miniatura. Revestido de percaline, adornada com a estampa das Armas da República, impressa em dourado, no centro da parte superior.

### Diploma
Formato 21,05 x 29,7 cm, em papel opaline 180 gm, impresso na cor preta. Como fundo uma área reticulada a 20%, contornada por uma moldura branca de 1 cm, com a reprodução da medalha em alto-contraste, no centro.

## Membros da Ordem
- Grão-Mestre - Presidente da República: Luiz Inácio Lula da Silva

- - Conselho da Ordem

- - Chanceler - Ministra de Ciência e Tecnologia: Luciana Santos

-   - Secretário-Executivo - Secretário-Executivo do Ministério da Ciência e Tecnologia: Luis Manuel Rebelo Fernandes

- - Ministro das Relações Exteriores: Mauro Vieira
  - Ministro da Educação: Camilo Santana

As atividades administrativas da ordem, de acordo com convênio firmado com o Ministério da Ciência e Tecnologia, são de responsabilidade da Academia Brasileira de Ciências (ABC).

### Conselho técnico
A ordem possui um conselho técnico, responsável por apreciar o mérito de cada proposta de nome para admissão ou promoção na ordem, bem como para o recebimento da medalha. A portaria do MCT nº 199, de 25 de abril de 2003 insituiu a atual comissão:
- Eduardo Moacyr Krieger (ex-presidente da Academia Brasileira de Ciências - ABC)
- Elon Lages Lima (falecido) (ex-diretor do Instituto Nacional de Matemática Pura e Aplicada - IMPA)
- Erney Felício Plessmann de Camargo (ex-presidente do Conselho Nacional de Desenvolvimento Científico e Tecnológico - CNPq)
- Glaci Therezinha Zancan (ex-presidente da Sociedade Brasileira para o Progresso da Ciência - SBPC, m. 29 de junho de 2007)
- Hélio Jaguaribe Gomes de Mattos (membro da Academia Brasileira de Letras - ABL)
- Luiz Bevilacqua (coordenador do Núcleo de Cognição e Sistemas Complexos da Universidade Federal do ABC - UFABC)
- Luiz Hildebrando Pereira da Silva (membro da Academia Brasileira de Ciências - ABC)
- Marcello Damy de Souza Santos (professor emérito da Pontifícia Universidade Católica de São Paulo - PUC/SP)
- Ricardo de Carvalho Ferreira (membro da Academia Brasileira de Ciências - ABC)

## Admissão ou promoção
A admissão, a promoção (após, no mínimo, dois anos) de membro da Ordem e a concessão da medalha de prata, são feitas através de decreto presidencial, depois de apreciado o mérito pelo Conselho Técnico e pelo Conselho da Ordem e podem ser concedidas post-mortem, neste caso, recebidos por seus descendentes diretos.